# Wiener Lokalbahn

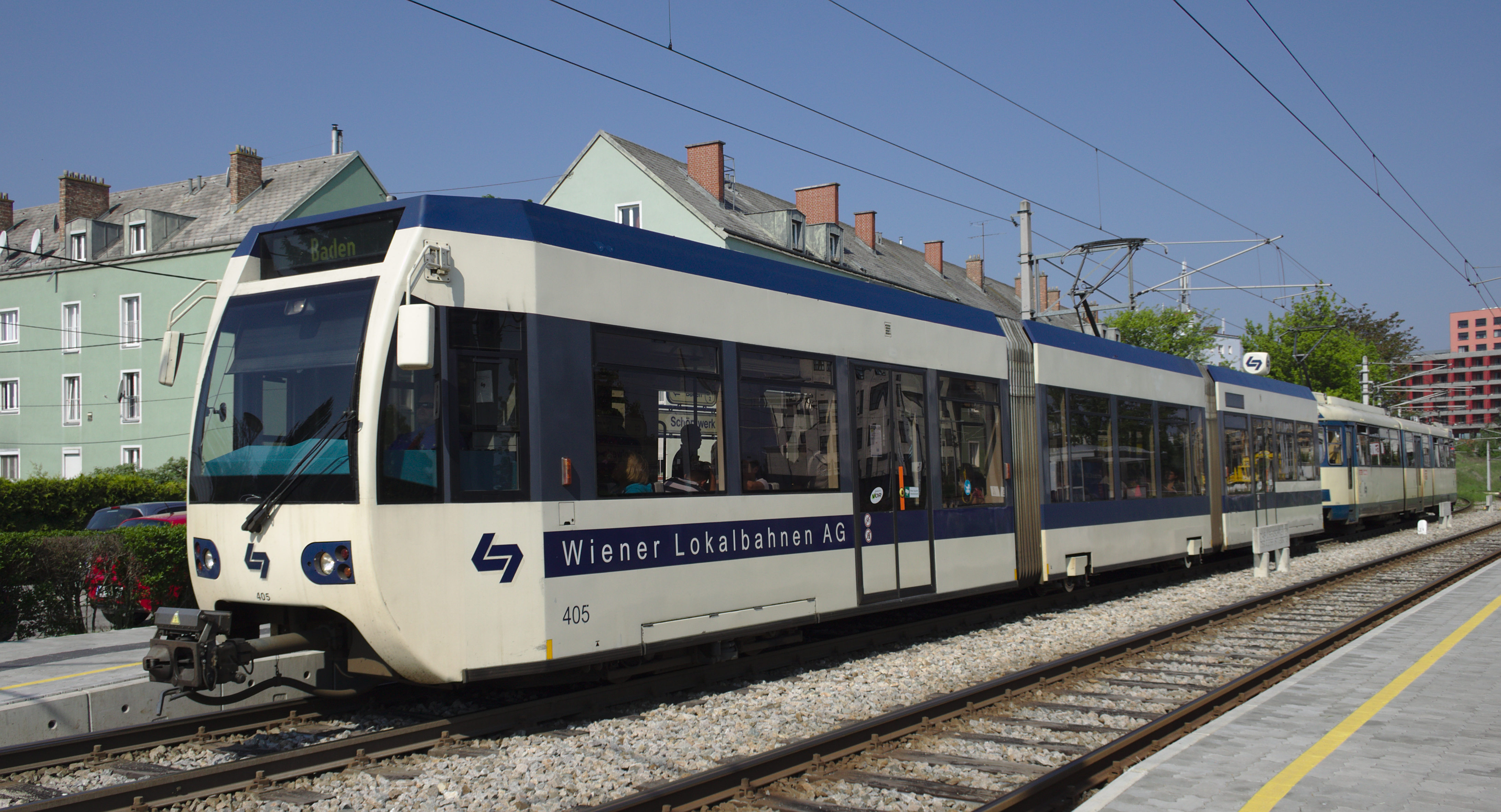
400-as és 100-as sorozatú jármű egy szerelvényben. Ezek jelenleg közlekedő járműtípusok

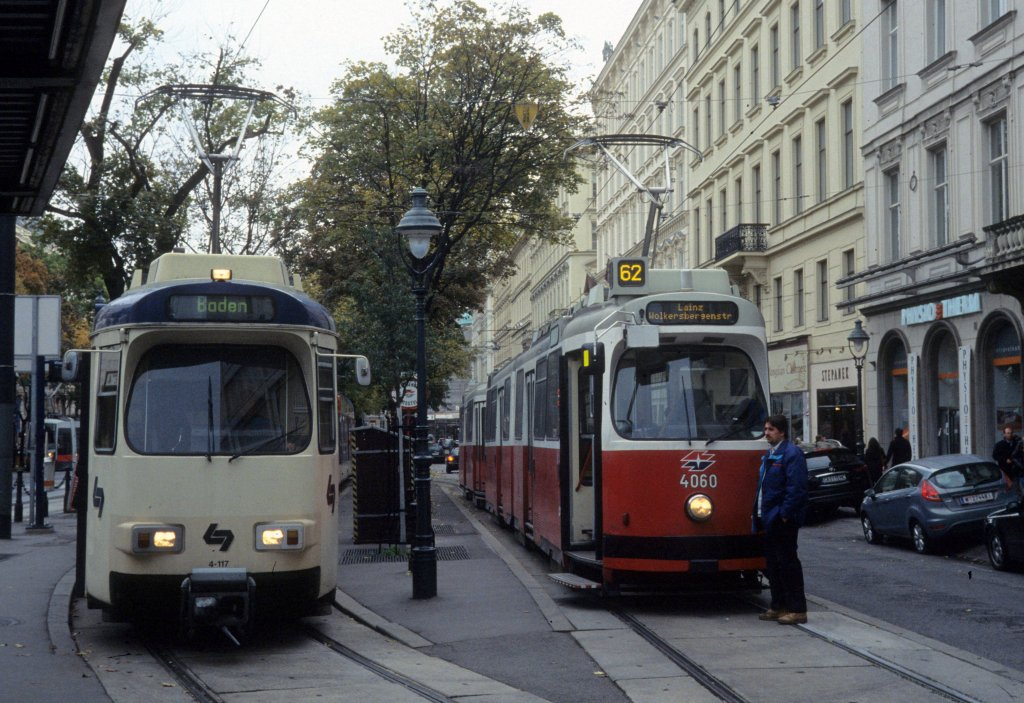
Elővárosi villamos és (normál) villamos. Egy 100-as sorozatú jármű, mellette egy SGP E2 a külső hasonlóságok jól láthatóak köztünk

A Wiener Lokalbahn (WLB) egy vasút-villamos-vonal Bécs és az alsó-ausztriai Baden között.
A villamos és normál vasút ugyanúgy 1435 mm nyomtávolságú, ám a városon kívüli szakaszon a vasúti szabályok szerint közlekednek a járművek. A pálya villamosítása is különböző, a bécsi villamos 600 V-os egyenáramú szakaszán túl a városon kívüli, nagyobb sebességű részeken, ahol nagyobb motorteljesítmény is szükséges, a feszültséget felemelték Schedifkaplatz megállótól Inzersdorfig 750 V-ra, valamint onnantól Badenig 850 V-ra.

## Járművek
Jelenleg két járműtípus közlekedik a vonalon. Az egyik a 100-as sorozat, melyet a Simmering-Graz-Pauker (SGP) gyártott 1979-től 1993-ig. Ezek a járművek magas padlósok és a Mannheim típuscsalád tagjaként készültek. (A Mannheim típuscsalád tagja még az E2 és a 6-os metró régi E6-os kocsijai is, köztük több hasonló vonás is van). A kocsik fel vannak szerelve modern vezérlőrendszerrel, ami lehetővé teszi, hogy 3 járműből álló szerelvény is közlekedjen, ám általában csak kettőt szoktak összekapcsolni.
A másik jármű a 400-as sorozat. Ezek a járművek T2500 és T400 néven is ismertek, a bécsi 6-os metrón pedig T a típusjelzésük. A járműveket a Bombardier gyártotta 2000-ben, 2006-ban, 2009-ben és 2010-ben. A kocsik 10 cm-el szélesebbek a régebbi kocsiknál, továbbá fel vannak szerelve légkondicionálóval, kamerával és akadálymentesítettek is.
| Sorozat | Évjárat                           | Pályaszám | Darab | Hossz (m) | Szélesség (m) | Saját tömeg (t) | Teljesítmény (kW) | Kép            |
| ------- | --------------------------------- | --------- | ----- | --------- | ------------- | --------------- | ----------------- | -------------- |
| 100     | 1979, 1983, 1987, 1989, 1991–1993 | 101–126   | 26    | 26,750    | 2,40          | 37              | 2 x 190           | 100-as sorozat |
| 400     | 2000, 2006, 2009–2010             | 401–414   | 14    | 26,942    | 2,50          | 35              | 4 x 100           | 400-as sorozat |
| 500     | 2021 – 2023                       | 501-      | 18    | 27,82     | 2,55          | 42              | 4 x 110           |                |

## Utasszám
2014-ben 7%-os növekedést mutatott az utasok száma és elérte a 12 milliót. Az utasszám-növekedés a P+R és B+R rendszerek kiépítésének, a 2014-ben megnyitott Inzersdorf és Baden Landesklinikum megállóhelyek kialakításának, a kedvező átszállási kapcsolatoknak köszönhető. 2015-ben további fejlesztésként megújul a Neu Guntramsdorf megállóhely.

## Galéria

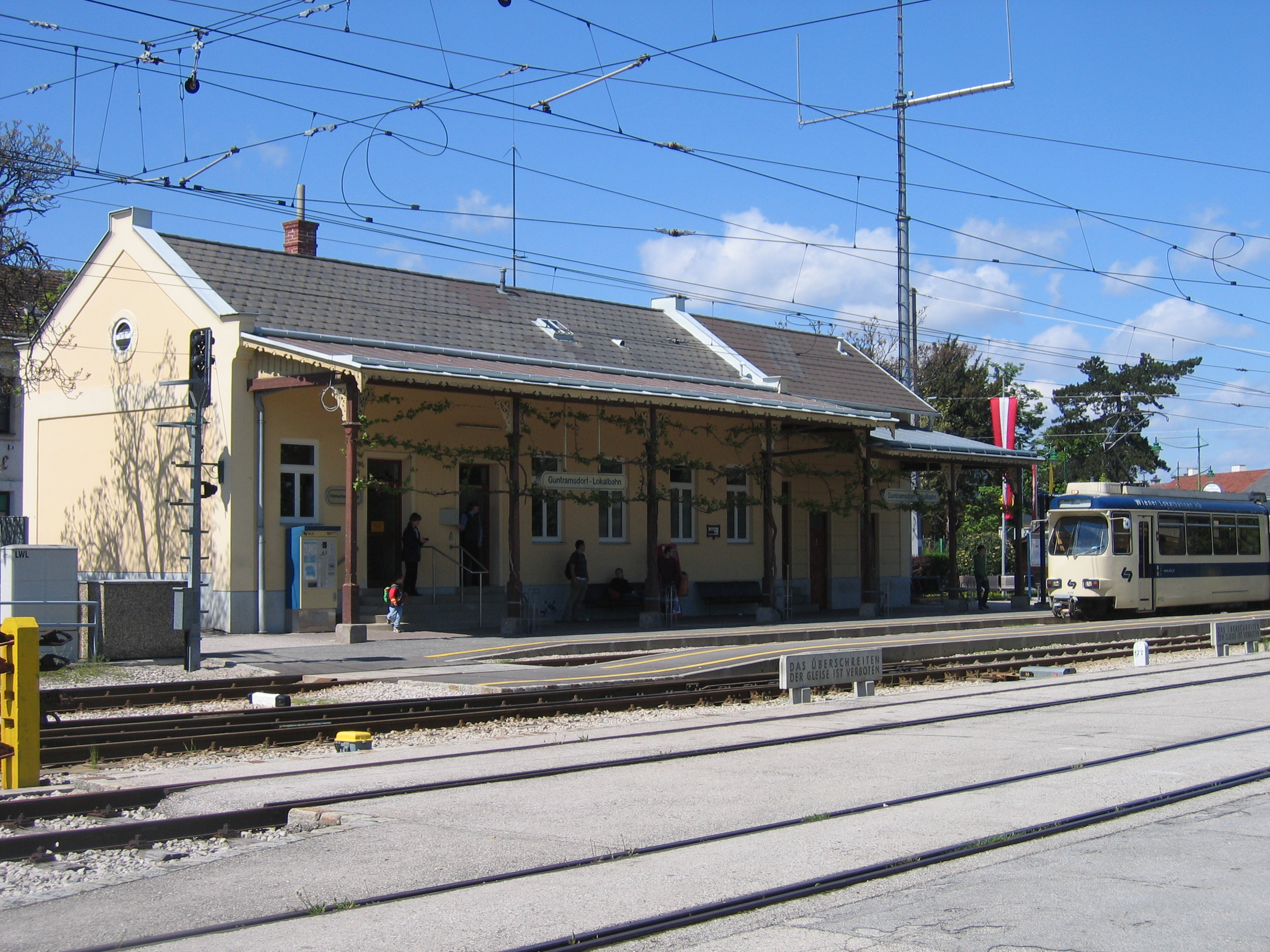
Guntramsdorf Lokalbahn állomás
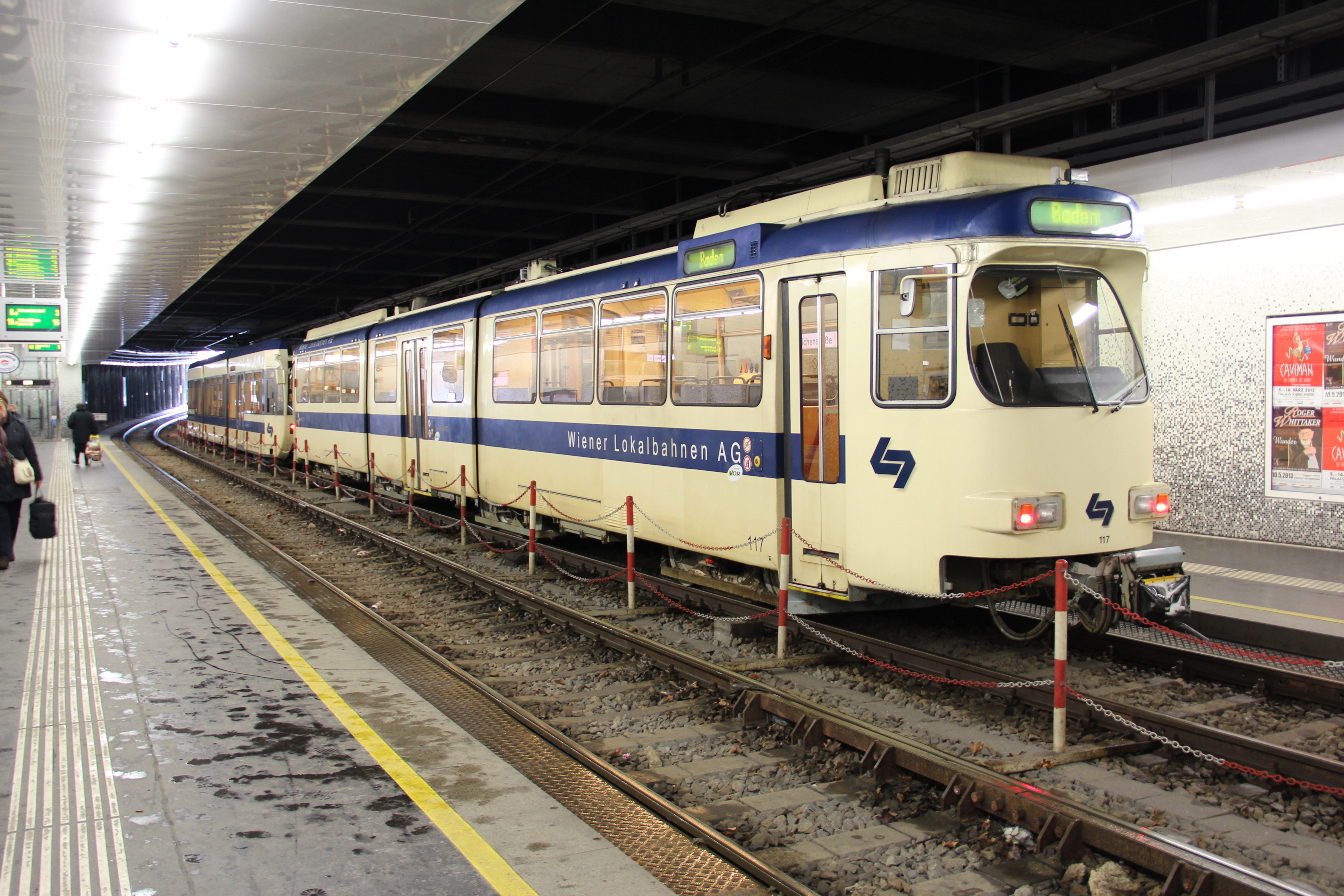
Eichenstraße megállóhely
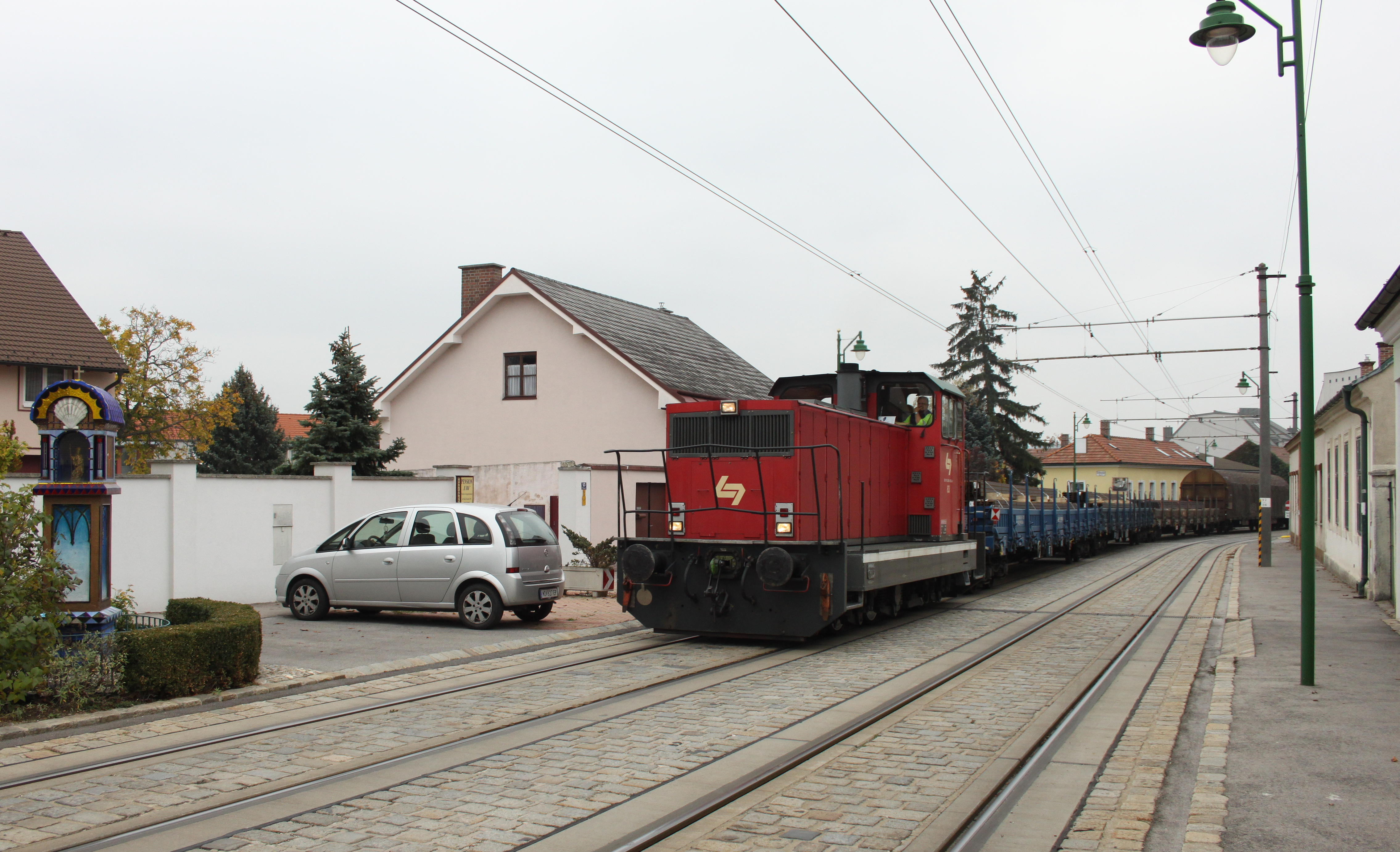
A WLB-t üzemeltető cég teherszállítással is foglalkozik
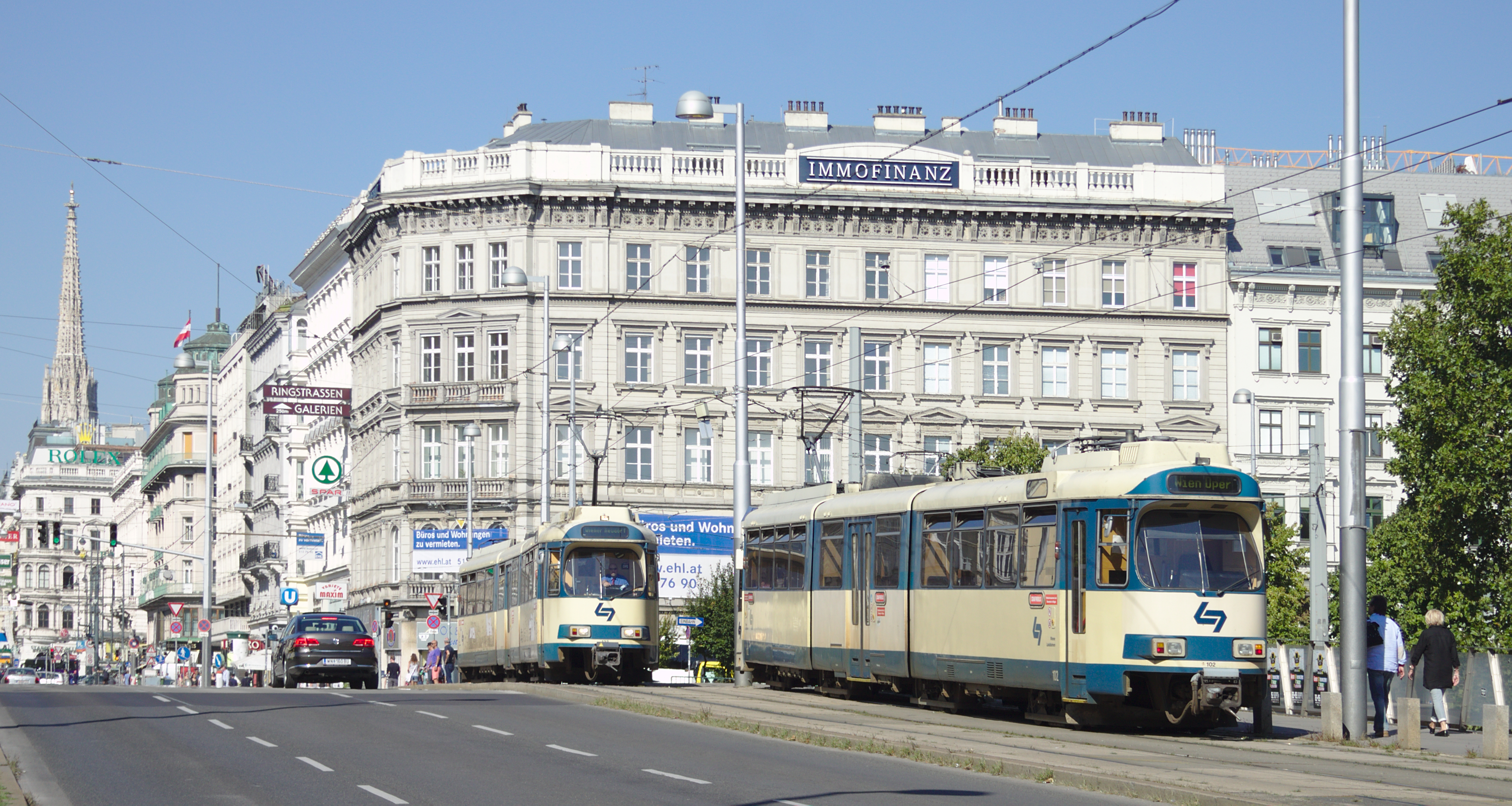
Karlsplatz közelében

## Fordítás
- Ez a szócikk részben vagy egészben  a   Wiener Lokalbahn című német Wikipédia-szócikk fordításán alapul.  Az eredeti cikk szerkesztőit annak laptörténete sorolja fel. Ez a jelzés csupán a megfogalmazás eredetét és a szerzői jogokat jelzi, nem szolgál a cikkben szereplő információk forrásmegjelöléseként.